# Condado de Medellín
El condado de Medellín es un título nobiliario español originario de la Corona de Castilla, concedido por Juan II de Castilla a Rodrigo Portocarrero Monroy en 1456, de la casa de Portocarrero. Su nombre se refiere al municipio de Medellín, en Extremadura. Anteriormente, por decreto de 8 de diciembre de 1429, el título de "conde de Medellín" había sido concedido por el mismo rey a Pedro Ponce de León y Haro, VIII señor de Marchena, a quien el monarca se lo permutó en 1431 por el condado de Arcos.
Por unión matrimonial pasó a la casa de Medinaceli, donde se encuentra el título.